# شیگئو کائوکو
شیگئو کائوکو (انگلیسی: Shigeo Kaoku؛ زادهٔ ۲۹ ژوئیهٔ ۱۹۴۲) بازیکن هاکی روی چمن اهل ژاپن بود.
وی در مسابقات کشوری و بین‌المللی در مجموع برندهٔ ۱ مدال برنز شده‌است.